# 中华人民共和国反间谍法

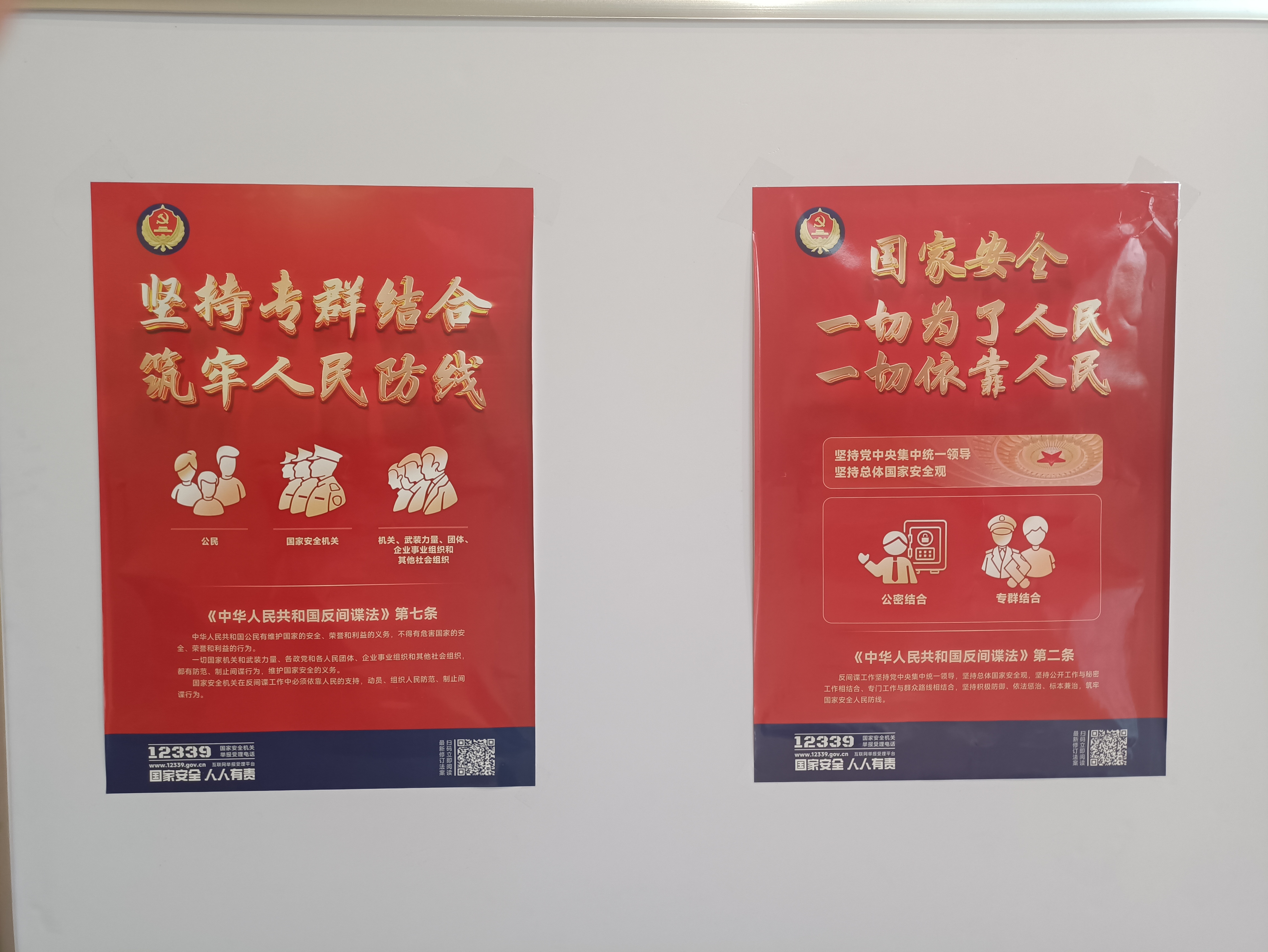
厦门市图书馆张贴的《中华人民共和国反间谍法》宣传广告：坚持专群结合 筑牢人民防线；国家安全 一切为了人民 一切依靠人民

中华人民共和国反间谍法是中華人民共和國一部反對間諜的法律。
中华人民共和国反间谍法（草案）於2014年8月25日的中国第十二届全国人大常委会第十次会议初次审議；草案於當年的10月28日第十二届中国人大常委会第十一次会议再次审议。同年11月1日第十二届全国人民代表大会常务委员会第十一次会议正式通过該法律。这是中国首次对具体间谍行为进行法律认定。該法律將“为间谍组织招募人员”等六类行为認定為为间谍行为。
2017年11月22日，中华人民共和国国务院頒布中华人民共和国反间谍法实施细则。
2017年4月10日北京市国家安全局根据此法发布和实施的《公民举报间谍行为线索奖励办法》“对防范、制止间谍行为或侦破间谍案件发挥特别重大作用，贡献特别突出的线索，给予10万至50万元奖金”。由此衍生的“行走的50万”一词，也被共青团中央用以指代间谍。
2023年4月26日，中华人民共和国第十四届全国人民代表大会常务委员会第二次会议通过修订後的中华人民共和国反间谍法，修訂後的法律於2023年7月1日起施行。
反间谍法通過后，截至2023年6月，已有17名日本公民被拘押，這引发日方抗议。還有媒体擔憂相关法律會影响外企在华营商环境。中国国安部則表示有媒體恶意曲解抹黑正常立法。